# 베르톨트 폰 다임링
베르톨트 카를 아돌프 폰 다임링(독일어: Berthold Karl Adolf von Deimling, 1853년 3월 21일 ~ 1944년 2월 3일)은 독일의 육군 장성급 장교다.
보불전쟁 이후인 1871년 바덴 대공국 육군에 입대했고, 대장군참모 및 독일령 남서아프리카 보호부대 사령관을 역임한 뒤 1907년 보병여단 여단장이 되었다.
1913년 자베른 사태 때는 강경대응을 고수하여 사태를 악화시켰다. 제1차 세계대전이 터지면서 다임링은 스위스 국경 근교의 제15육군단을 지휘하여 뮐하우젠 전투에 참여했다. 이후 제1차 이프르 전투, 베르됭 전투, 솜 전투에 참여하고 1916년 8월 28일 푸르 르 메리트 훈장을 수훈했다.
전후 다임링은 평화주의자로 전향해 독일평화협회(DFG) 이사회 이사를 역임하고 독일 민주당에 입당했다.